# Conrado del Campo
Conrado del Campo y Zabaleta (ur. 28 października 1879 w Madrycie, zm. 17 marca 1953 tamże) – hiszpański kompozytor, dyrygent, altowiolista, pedagog i krytyk muzyczny.

## Życiorys
Studiował w konserwatorium w Madrycie, gdzie jego nauczycielami byli José del Hierro, Jesús de Monasterio oraz Ruperto Chapí. Uczelnię ukończył, uzyskując I nagrodę w klasie kompozycji. Grał na altówce w orkiestrze madryckiego Teatro Real, występował także w zespołach kameralnych (Cuarteto Francés i Quinteto de Madrid). W 1915 roku został profesorem konserwatorium w Madrycie, gdzie wykładał harmonię i kompozycję. Udzielał także prywatnych lekcji muzyki. Do jego uczniów należeli Cristóbal Halffter, Amadeo Roldán i Domingo Santa Cruz.
Odznaczony Krzyżem Wielkim Orderu Cywilnego Alfonsa X Mądrego (1946).

## Twórczość
Pozostawał pod silnym wpływem twórczości neoromantyków niemieckich, szczególnie Richarda Straussa. W jego muzyce widoczne są również nawiązania do Beethovena i Wagnera. Korzystał z elementów ludowej muzyki hiszpańskiej, baskijskiej, a także mauretańskiej. Całkowicie natomiast odrzucał język muzyczny francuskiego impresjonizmu. Komponował opery (El final de Don Álvaro 1910, Fantochines 1922, El arbol de los ojos 1930, Lola, la piconera 1949, El pájaro de dos colores 1951), poematy symfoniczne (Ante las ruinas 1899, Granada 1912, Ariños, aires... 1916, Evocación medieval 1924, Ofrenda a los caídos 1938) i utwory orkiestrowe (Suite madrileña 1934, El viento en  Castilla 1942, koncert wiolonczelowy). Ponadto napisał 22 zarzuele, 3 msze, 12 kwartetów smyczkowych, pieśni, muzykę do filmów.